# 布莱恩·洛斯
布莱恩·K·洛斯（英語：Brian K. Lohse，1968年11月27日—），是美国的政治人物，共和党成员。他在2018年担任艾奥瓦州众议院议员代替了扎克·納恩的爱荷华州第30区席位。在担任州议员前洛斯曾担任邦杜蘭特市议会议员长达8年。

## 早期生活
布莱恩·洛斯出生于1968年11月27日。他于1995年毕业于德雷克大学法学院，并在李縣开始了他的律师生涯。三年后，洛斯回到了艾奥瓦州，并在EMC保险公司（EMC Insurance）担任律师。2004年，洛斯还兼职了报社编辑。2012年9月，洛斯和他的妻子赢得了艾奥瓦州强力球彩票的2.02亿美元二等奖。凭着这些奖金，洛斯夫妇设置了洛斯家族基金会（Lohse Family Foundation）、资助了一个高中足球场的修建和在他们的家乡邦杜蘭特开了一间杂货店。这对夫妇收养了三个孩子，两个男孩和一个女孩。赢得彩票大奖后，洛斯终止了他的律师生涯。他的妻子玛丽仍继续兼职梅尔茜医疗中心（Mercy Medical Center）旗下的诊所。

## 政治生涯
布莱恩·洛斯曾担任邦杜蘭特市议员议员8年，随后以共和党候选人的身份与扎克·納恩竞争艾奥瓦州众议院的30区席位。在2018年11月的大选中他的竞争对手变更为民主党员肯特·巴尔杜奇（Kent Balduchi）并最终获得2019年连任的胜利。洛斯在2019年12月宣布他将参与2020年连任的竞选。